# Marina Ratner
Marina Evseevna Ratner (transliteración del en ruso: Мари́на Евсе́евна Ра́тнер (30 de octubre de 1938, Moscú, URSS-7 de julio de 2017, California, Estados Unidos) fue una matemática rusa cuyos trabajos en el teoría ergódica dieron como resultado varios teoremas que llevan su nombre.

## Biografía
Nacida en Moscú, en la entonces Unión Soviética, en el seno de una familia de científicos judíos. Pronto mostró predilección por las matemáticas y estudió esa disciplina en la Universidad Estatal de Moscú, licenciándose en 1961. En sus años universitarios estuvo bajo la influencia del prestigioso matemático Andrei Kolmogórov, con lo que se interesó en la probabilidad, trabajando incluso en alguno de sus grupos de investigación. En 1965 regresa a la Universidad de Moscú bajo la supervisión de Yakov Sinai.
Se doctoró en 1969 con una tesis sobre teoría ergódica. De 1971 a 1974 ficha por la Universidad Hebrea de Jerusalén en donde investiga sistemas dinámicos geométricos. Allí conocerá al matemático Rufus Bowen que la invitará a la Universidad de California en Berkeley y se traslada a Estados Unidos en 1975 con un puesto como profesor asistente. En 1982 consigue la plaza titular.
En 1987 gana la beca Guggenheim. 
Alrededor de 1990 probó un grupo importante de teoremas relativos a flujos unipotentes en espacios homogéneos conocidos como teoremas de Ratner.
Ratner fue elegida por la Academia Estadounidense de las Artes y las Ciencias en 1992, premiada por el Premio Ostrowski en 1993 y elegida para la Academia Nacional de Ciencias de Estados Unidos el mismo año. En 1994 fue premiada con el John J. Carty Award de la Academia Nacional de Ciencias.

## Algunas publicaciones
- Ratner, Marina (1990-12). «Strict measure rigidity for unipotent subgroups of solvable groups». Inventiones Mathematicae (en inglés) 101 (1): 449-482. ISSN 0020-9910. doi:10.1007/BF01231511.
- Ratner, Marina (1990). «On measure rigidity of unipotent subgroups of semisimple groups». Acta Mathematica (en inglés) 165 (0): 229-309. ISSN 0001-5962. doi:10.1007/BF02391906.
- Ratner, Marina (1995).  Chatterji, S. D., ed. Proceedings of the International Congress of Mathematicians (en inglés). Birkhäuser Basel. pp. 157-182. ISBN 978-3-0348-9897-3. doi:10.1007/978-3-0348-9078-6_13.

## Literatura
- Dave Witte Morris. Ratner’s theorems on unipotent flows, Univ. of Chicago Press, 2005, ISBN 978-0-226-53984-3 (inglés; Chicago Lectures in Mathematics, PDF 1,6 MB arΧiv:math/0310402)

- Manfred Einsiedler. Ratner´s Theorem, Jahresbericht DMV 108: 143-164, 2006.